# 821R
821R（ハニーアール）は日本のソングライター。

## 主な作品
- 少年隊
  - MEMORIES（作詞）
  - NON STOP!!（共同作詞）

- KinKi Kids
  - KinKi Kids 2010 - 2011 ~君も堂本FAMILY~（インスト曲の作曲で参加）

- NEWS（小山慶一郎ソロ）
  - DANCIN'☆ TO ME（作詞）[1]

- Ya-Ya-yah
  - 2 of Us（共同作詞）[2]
  - Jewel Star（共同作詞）[3]
  - サマー×サマー×サマー!（共同作詞）[4]

- KAT-TUN
  - 中丸ESCAPE2009（作曲）

- Hey! Say! JUMP
  - Hey!Say!JUMP WINTER CONCERT 10-11（インスト曲の作曲で参加）

- A.B.C-Z
  - サヨナラBOX（作詞・作曲）

- Kis-My-Ft2
  - My Love（作詞）[5]
  - 3D Girl（共同作詞）[6]
  - No.1 friend（作詞）[7]

- コスメティックロボット
  - センチメンタル・タイムマシーン（作詞・作曲）
  - シリアルナンバー99（作詞・共同作曲）
  - ラブロボボ（作詞・共同作曲）
  - メルシーメロディー（作詞・共同作曲）
  - ハレハレ☆ハレルヤ（作詞・共同作曲）
  - スタミナガール!（作詞・共同作曲）

- 鮎川穂乃果
  - マシュマロ☆ハート（作曲）